# Кавказская мышовка
Кавказская мышовка (лат. Sicista caucasica) — вид грызунов из семейства мышовковых (Dipodidae).
Один из самых распространенных в России (но редкий, например, в Грузии) вид мышовок. Хорошо изучен, однако подвергается серьёзному антропогенному влиянию.
Отличие кавказской мышовки от прочих видов и наличие внутри неё видов-двойников было убедительно доказано только при помощи анализа ДНК и до этого было предметом научных споров.
Хвост длиннее тела. Окрас варьируется в зависимости от точки ареала. Предпочитает высокотравные луга.